# Guerra contra el terrorisme
La Guerra contra el terrorisme Islamista (derivat de l'anglès War on Terror) o Guerres contra el terrorisme Islamista es refereix a les campanyes militars i guerres dirigides pels Estats Units i el Regne Unit, amb el suport de l’OTAN, contra les organitzacions al-Qaida i Estat Islàmic, així com tot grup islamista que se n'inspiri o reivindiqui. El propòsit d’eliminar al-Qaida sorgeix després que aquesta perpetrés l’atemptat de l’11 de setembre del 2001. L’ONU recolza l’operació mitjançant la resolució 1373 del 28 de setembre del 2001 que obliga a tots els membres a prendre mesures legislatives contra el terrorisme. Tenint com a perspectiva d’acabar amb el terrorisme islamista internacional, l’administració George W. Bush ha arribat a parlar d’Eix del mal per referir-se a països sospitosos de patrocinar el terrorisme.

## Qüestió etimològica
La noció de War on Terror apareix just després del primer mes dels atemptats de l’11-S. El president nord-americà, George W. Bush, comença a parlar de “croada contra el terrorisme”; denominació que acabarà deixant després que els seus consellers li n’instiguessin perquè l’ús podria recordar a les croades de l'Edat Mitjana fent del conflicte una guerra de religió.
Al mes de juliol del 2005 els membres de l’administració americana intenten imposar l'expressió “global struggle against violent extremism” amb la finalitat de posar èmfasi en el caràcter ideològic i en la dimensió política del conflicte. Tanmateix, els neoconservadors prefereixen parlar de Quarta Guerra Mundial i fer de la Guerra Freda la tercera.
Per acabar, s'ha proposat l'expressió “guerra contra el terrorisme”, però el ministre francès, Dominique de Villepin, la va rebutjar al mes de setembre del 2004. Així, aquesta expressió també la contesten diferents sectors. L’any 2006 Terry Jones, director i historiador britànic, critica l’ús de la paraula guerra a La meva guerra contra el terrorisme. L’administració Obama també l’ha acabat rebutjant.
L'any 2021 el canal de televisió ARTE dedicat a la cultura proposa al seu programa dedicat a la gepolítica Le Dessous des Cartes de parlar de "Guerres", en plural, "contra el Terrorisme" perquè al capdavall la Guerra contra el Terrorisme Islamista fou, sobretot, una multitud de guerres que tingueren lloc arreu del planeta.

## Fets desencadenadors de la guerra
Els atemptats de l’11 de setembre del 2001 són els generadors de la Guerra conta el Terrorisme Islamista.

### L'enfonsament de les Torres Bessones
L’11 de setembre del 2001, segons el diari El Periódico de Catalunya, de bon matí, 4 avions de la companyia American Airlines són segrestats per 19 comandos suïcides. Des de Los Àngeles i Sant Francisco els terroristes islamistes enlairen els avions transformant-los en armes. Va ser un fet insòlit que acabaria caracteritzant les Guerres contra el Terrorisme Islamista. En efecte, l’any 2017 uns joves islamistes repeteixen el modus operandi a les Rambles de Barcelona. Amb l’ajuda d’una furgoneta arroseguen per tot el passeig tothom qui es troba davant el pas. Mateixa operació és apreciable a l'atemptat a Niça l’any 2016 amb l’ajuda d’un camió. És un modus operandi que en diu molt sobre el terrorisme ja que fa servir eines de baix cost.
Vora les 9 del matí la primera torre del Word Trade Center situada a l’illa de Manhatan a Nova York és col·lidida per l’avió pilotat per Mohammed Atta, coordinador dels avions segrestats. Les televisions de tot el planeta s'hi connecten. A Espanya és l’hora dels telenotícies. A França i als Països Catalans és la programació sencera la que s'atura. El directe fa que tothom assisteixi en l’espai de pocs minuts de distància a la col·lisió del segon vol contra la torre sud del complex financer. Inicialment molts informatius televisats evoquen un accident però amb la mirada posada directament sobre el segon impacte, queda força clar que allò estava dirigit. No era un accident casual, era un atac premeditat.

Ningú no sap ben bé què passa i qui ho fa possible, però l'Agència Federal d’Aviació Americana ordena el tancament dels tres aeroports de Nova York. Aviat es demana avacuar la Casa Blanca. No sense raó, el vol 77 d'American Airlines s'estabella contra el Pentàgon. 
Nota: el World Trade Center és visitat habitualment per 40.000 persones al dia. No és poca cosa, sobretot si considerem que aquell dia hi treballaven prop de 17.400 persones. Molts treballadors de l’edifici salten per la finestra degut a l’angoixa de veure córrer les flames. El món sencer caurà sota el xoc. L’auto-suïcidi d’alguns dels seus treballadors serà motiu de novel·la amb Don DeLilo l’any 2007 (The Falling Man). 
El president del país, George W. Bush, es troba llavors fora de Nova York. Havia anat a visitar una escola a Florida. En directe per a les càmeres de televisió rep la notícia per part d’un membre de l’equip sota xiuxiueig d’orella i justament la torre sud és a punt d’enfonsar-se.
S'ensorra i deixa Manhatan sota una capa immensa de pols negra. El pànic és terrorífic. L'endemà els diaris estatunidencs es neguen a publicar les imatges. I, malgrat aquest terror, en tota l’operació no tot va anar com s'esperava. El vol 93 s'estavella en el no-res a Pensilvània. Probablement els passatgers de l’interior presentaren resistència i si el vol havia de col·lidir contra algun edifici més, tot quedarà avortat. Això sí, l’impacte dels 2 avions sobre el World Trade Center deixa la ciutat sota el caos. A les 5 de la tarda una tercera torre, la número 7, s'enfosa degut als projectils que van deixar les dues torres centrals.

#### La conspiració de la tercera torre
Pocs dies després de l'11-S s'erigeixen veus als EUA amb relació a la tercera torre situada a poca distància de les Torres Bessones i que també es va ensorrar, tot i que més tard de les Torres Bessones. Aquestes veus emeteren dubtes relatius a l'atemptat acusant el govern dels EUA d'haver ensorrat la tercera torres premeditadament per a amagar documents sobre l'atemptat. Així segons aquestes veus l'atemptat de l'11-S no va ser comès per Ossama Bin Laden, però pel govern dels EUA i es tractaria d'una conxorxa per anar a fer la guerra a països aliens. El principal argument d'aquesta teoria és que la torre número 7 es va enfonsar horitzontalment com si fos una demolició controlada.
Les investigacions dutes a terme sobre el complex demostren que no va ser una demolició controlada. No hi hauria cap conspiració al darrere. Simplement la torre va caure degut l'incendi que es va generar al seu interior per l'impacte de la caiguda de les Torres Bessones. Però 8 anys després de l'11-S quatre de cada vuit estatunidencs encara creia que hi havia hagut una conspiració. En tot cas la facilitat amb què es va escampar la creença d'una possible conxorxa entre la població va deixar al descobert la poca credibilitat que va adquirir el govern dels EUA arran de la invasió a l'Irac.

### La declaració de guerra
Al vespre el president estatunidenc es dirigeix al poble. Les Torres Bessones eren el símbol mundial del capitalisme. El Pentàgon és l’armada dels EUA. Per tant, l’atac no ha sigut poca cosa. Els terroristes buscaven la diana que fes més morts i es trobaren amb dues dianes carregades de significat. Acabaren enderrocant les bases del poder fort i tou dels EUA.
És el primer atac en territori nacional comès a la història. L’Imperi americà havia estat fuetat directament amb un balanç final que feia de l’operació terrorista el xoc més mortífer des de Pearl Harbor. Dit altrament, es tractava d’un acte de guerra, d’una declaració de guerra. Això mateix transmet George W. Bush al poble.
Per al president del país “aquests actes mortífers” havien estat dirigits per tal “d’espantar la nostra nació”. El “poble s'aixeca per a defensar”, en conseqüència, la “nació”. I, anota, “els atemptats terroristes poden sacsejar les fundacions dels nostres edifici més alts però no poden pas esberlar les fundacions d'Amèrica”. Els dies que segueixen als atemptats de l’11-S aniran en aquesta dinàmica.
El president parla de “croada” contra “els enemics de la llibertat”, d’”eix del mal” a qui cal abatre, etc. En realitat George W. Bush recicla el discurs del bé contra el mal, de la guerra justa, tot nodrint-la de pinzellades evangelistes. D’ençà “Amèrica, els seus amics i aliats s'uneixen als qui volen la pau i la seguretat al món” per a “guanyar la guerra contra el terrorisme”. El terme és genèric, però queda inaugurada la guerra.

### Els bel·ligerants
Aviat es va identificar els autors dels atemptats. Occident aprèn el nom d'Ossama Bin Landen, cap pensant de tota l’operació. Havia estat acompanyat per "Ayman al-Zawaihri, líder de la gihad egípcia, segon de Bin Laden, el mul·là Omar, cap suprem dels talibans, i Muhammad Atif, cap militar d'al-Qaeda" segons l'Enciclopèdia Catalana. De seguit l'FBI deté prop d’un miler de sospitosos i la CIA posa en cerca i captura a Bin Laden.
Es tracta d’un milionari saudita que va fer fortuna gràcies al negoci de la construcció del seu pare Mohammed Bin Laden. Munta una milícia que fa anomenar al-Qaeda durant la invasió de la Unió Soviètica a l’Afganistan amb la idea de tenir un exèrcit internacional que pugui fer la guerra allà on calgui anar a salvar poblacions musulmanes.
La guerra tindrà lloc entre, d'una part, l'OTAN i l'Aliança del nord de l'Afganistan, i, d'altra part, al-Qaeda i tota organització terrorista islamista que doni suport ideològic, operatiu o financer a al-Qaeda. El bàndol islamista inclou doncs Hezb-e-Islami, els talibans, al-Qaeda, el Moviment Islàmic d'Usbèquia i el Partit Islàmic de Turcmènia. A mesura que avança la guerra s'hi inclou Daeix i tot grup islamista que se'n reivindiqui.
El món, però, el coneixerà sobretot el principal mentor dels atemptats, Ossama Bin Laden, pels vídeos que enregistra després de l’11-S a les muntanyes del Paquistan. Hi amenaça els EUA, vacil·la l’Imperi americà amagat entre muntanyes i deixant-se filmar per una càmera de vídeo casolana. És un retorn a l'Edat mitjana. Un home barbut i folclòric es dedica a atemorir Occident. Dins, els EUA són el “gran satanàs” [trd.] que ha de pagar pel milers de morts ocasionades a tot el Llevant per les seves polítiques imperialistes. Es queixa per la sang vessada a l'Aràbia Saudita, l'Afganistan, l'Irac, Bòsnia-Hercegovina, Txetxènia i Palestina. Per aquest darrer cas crida a la lluita contra l’estat d'Israel, còmplice de les polítiques petrolieres dels EUA.

## Antecedents de la guerra

### La creació de l'estat d'Israel
La declaració d'independència d'Israel l'any 1948 constitueix el punt de partença de les Guerres contra el Terrorisme Islamista de forma més general. És a dir, la creació d'un estat jueu amb el suport dels EUA i Occident constitueix la base sobre la qual Bin Laden i la resta d'islamistes batallen.
A la creació d'Israel, el nou estat expulsa de les terres adquirides la població que hi vivia. És població àrab que haurà de refugiar-se i viure tota la seva vida refugiada perquè Israel no els considera ciutadans. Tot seguit el nou estat inicia una guerra d'invasió de territori aliè per a fer possible el projecte irredemptista sionista. Això xoca amb tots els països veïns que són àrabs.
La Guerra dels 6 Dies inicia el llarg contenciós entre Israel i la resta d'estat veïns. Malgrat haver-la guanyat, el recel hi era i amb el pas del temps el contenciós s'ha anat fent gros fins a derivar en una llarga guerra israelo-palestina.
Ossama Bin Laden i Daeix no reconeixen Israel com a estat i el seu és el projecte de construcció d'un estat islàmic que reconstrueixi les fronteres de l'islam inicial en època medieval. Això constitueix una protesta contra l'ordre establert des del final de la Segona Guerra Mundial. L'islamisme se'n pren als EUA i Occident pel suport sec que donen al projecte irredemptista israelià.
Amb tot els primers brots de terrorisme islàmic es troben en:
- l'assalt del vol Roma/Tel-Aviv del 29 d'agost del 1969 per part del Front per a una Palestina Lliure
- l'assalt a la La Meca el 20 de novembre del 1979 per part de Juhayaonan al-Utaybi
- l'assalt dels Jocs Olímpics de Múnic l'any 1972 per part de Septembre Negre

#### Orígens del panislamisme
El propòsit de retornar a les fronteres medievals s'incuba al segle xix a causa de les colonitzacions europees. És el panislamisme que concretitza aquesta voluntat. Al segle xix el panislamisme servia per a mantenir la unitat de l'Imperi Otomà, però amb la seva caiguda i la fragmentació conseqüent en diversos estats i/o regions controlades pels europeus, el panislamisme es torna una forma de contestació al colonialisme.
L'acord de Skyes-Picot l'any 1916 és l'inici d'aquesta nova manera de veure el panislamisme. Propugna d'ençà la unificació de tots els territoris de majoria musulmana sota un únic califat. Pot tenir forma ferderada o confederada, però és sobretot una manera de sentir el rebuig a la colonització. És, de fet, una reacció que explica un panorama decadent al món àrab. És a dir, davant les colonitzacions el món àrab entra en decadència i la manera de fer-hi front és un retorn a una lectura integral de l'Alcorà. Això condueix a fer del panislamisme una forma de contesta de l'ordre instal·lat pels europeus amb la Societat de Nacions. Aquesta és percebuda com un òrgan més de colonització.
Així van prenent forma diversos corrents islamistes que durant les Guerres contra el Terrorisme Islamista es pronuncien. És el cas del wahabisme a Aràbia Sauita, del mahdisme al Sudan o del padrisme a Indonèsia. A l'entreguerres apareixen moviments que hi conjuguen com ara els Germans Musulmans.

### El naixement d'al-Qaeda
És durant la invasió soviètica a l’Afganistan que neixen organitzacions terroristes islamistes una mica per tot el món àrab. Per tal de fer la guerra a la Unió Soviètica, els EUA, en plena Guerra Freda, financen alguns d’aquests grups que són, si fa no fa, milícies fanatitzades que fan la guerra contra la Unió Soviètica perquè aquest país prohibia la religió i no volien entrar dins la seva zona d’influència. De retruc l'islamisme s'expandeix una mica per tot el món àrab com a Somàlia, Txetxènia, Iemen, Sudan, els Balcans, el Sahel o Algèria.
És en aquest període que neix l’any 1988 al-Qaeda després que Ossama Bin Laden creés a l'Afganistan un camp de base l’any 1986 que servís com a lloc d’entrenament per a la brigada islamista que va idear amb l’ajuda d'Ayman al Zawahiri. La brigada rep ben aviat el suport dels EUA que financen a més d’això els mujahidins.
Quan la Unió Soviètica es retira de l'Afganistan, cau el mur de Berlín i el país es torna presa de grups islamistes diversos que es fan la guerra civil pel poder. Hi trobem els talibans, els mujahidins així com el comandant Massoud. Aquest segon alerta a Occident en un viatge seu a París que els EUA farien bé de prendre’s els talibans seriosament atès que plantejaven un atac de gran envergadura. El comandant es referia a l'11-S i Occident va ignorar-ho per una distensió generalitzada amb relació a la Guerra Freda. Mor en un atemptat contra la seva persona preparat pels talibans. Fou justament al Paquistan que naixeren els talibans dins la mateixa seqüència per la qual els EUA donen finançament als mujahidins.

#### Preparatius de la guerra
L'esclat de Iugoslàvia en diversos estats nació als anys 1990 va ser aprofitat per Ossama Bin Landen i altres grups islamistes per a assajar allò que posteriorment esdevindrà la guerra a l'Afganistan. És a dir, les múltiples guerres que apareixen als anys 1990 per motius diversos al món, vulgui ser a Europa, vulgui ser a l'Àfrica, són aprofitades per al-Qaeda que hi envia expressament les seves forces militars amb l'afany, en primer lloc, de defensar musulmans de possibles repressions, i en segons lloc, d'assajar la guerra que al-Qaeda volia menar contra els EUA. Degut a aquesta dinàmica al-Qaeda es retroba durant els anys 1990 a països com ara Bòsnia-Hercegovina, Algèria, Iemen o Somàlia, fins i tot a nacions com ara Txetxènia. No fou pas l'única perquè inspirant-se'n altres grups islamistes com Hizbul Mujahideen aprofitaren el conflicte al Caiximir entre Paquistan i l'Índia per a assajar-hi la jihad. Retrobem la mateixa dinàmica a les Filipines.

### La declaració de guerra d'al-Qaeda als EUA
Durant la Guerra del Golf Ossama Bin Laden proposa la seva brigada islamista com a exèrcit per a donar suport a Kuwait. Aràbia Saudita prefereix el suport americà i per això desestima l’ajuda que proposa Bin Laden.
El saudita no accepta pas el no i critica obertament el règim. Ha integrat durant els seus estudis a l'Aràbia Saudita l'islamisme i no tolera que el govern del seu país faci negocis amb els EUA així com visqui dins una luxúria exuberant que no s'adequa a la via austera que caldria menar segons la lectura que fa de l'Alcorà. El règim l’expulsa del país i se’n va al Sudan on hi troba a Hassan al Tourabi amb qui finança obertament organitzacions islamistes de mateix tall que al-Qaeda.

És en aquest context que Bin Laden cerca provocar els EUA amb atemptats a diverses ambaixades i altres llocs públics dins dels EUA com fora d'aquests. El 26 de febrer del 1993 el World Trade Center ja va ser víctima efectivament d’una primera explosió que s'havia preparat premeditadament a partir d’uns còcktails d’explosius. En efecte, Ramzi Yousef, responsable de l’acte fallit, nebot de Khalid Sheikh Mohammed, intel·lectual de l'11-S, aconsegueix fer entrar al garatge subterrani de la torre nord una furgoneta amb 5000 quilos d’explosius. Malgrat haver provocat un cràter de 4 metres d’amplada, l’operació va fallar i en aquest error de càlcul rau les futures accions. És a dir, l’organització terrorista cercava ja un impacte gran que finançava des del Sudan i malgrat no haver-ho aconseguit, cada error va proporcionar prou informació per a no abortar cap més atemptat. D’aquesta forma prop de 16 atacs més tot i que menys mortífers acompanyaran les tres primeres dècades del segle XXI als EUA.
Nota: al-Qadea es torna un model per a tota organització islamista, així com obre les seves filials al Magrib, el Llevant, etc. Això fa que després de l'11-S els atemptats no comesos per al-Qaeda directament puguin ser reivindicats per al-Qaeda sempre que els seus autors se'n sentin part o l'adoptin com a model. 

## Primera fase de desenvolupament de la guerra

### Operació Llibertat Duradora

#### La guerra a l'Afganistan
Els Estats Units fan la guerra en primer lloc a l'Afganitan amb l'OTAN i la resta d’aliats per tal de desfer-se del règim talibà i garantir-se de poder detenir Ossama Bin Laden. Alhora la intenció era de desintegrar al-Qaeda i tornar l'Afganistan un país alliberat de l'islamisme.
Inicialment l’administració estatunidenca titlla la “invasió de Justícia Infinia” però finalment es decanta per “Operació Llibertat Duradora”.
A la guerra hi van participar pop de 50 països que van fer caure en l’espai d’uns pocs mesos els talibans. Tanmateix, els talibans organitzen la resistència i vers l’any 2005 esclata una insurrecció que tindrà igualment repetició al Paquistan.
El president dels EUA havia avisat a tots els països del món que en aquesta guerra que volia emprendre contra el terrorisme islamista calia triar el bàndol. El Paquistan va triar el bàndol americà i degut a això es troba amb una insurrecció al nord-est del país l’any 2006.
En acord amb la decisió presa, la dictadura paquistanesa reprimeix tota organització islamista i tot aire d'islamisme i és sobre això mateix que sorgeix la insurrecció. La guerra, però, és objecte de crítiques per manca de respecte als drets humans. Tot i la desfeta dels talibans, aquests es dispersen entre el gruix de la població afgana i es torna difícil desfer-se dels seus membres. L'organització pren força amb l'arribada de la inflació després de la guerra.
Un cop destruïda la base operativa dels talibans els EUA signen els acords de pau a Bon on instauren una democràcia a l'Afganistan i elegeixen el primer president Hamid Korzai. Formen i funden una armada afgana que permeti fer front a la insurrecció de més grups islamistes.

#### Les ex-repúbliques soviètiques
Les guerres contra el terrorisme van suposar un especial entrebanc per a països com el Tatgiquistan, Quirguísia, Usbèquia, Casakstan i Turcmènia. Les antigues repúbliques soviètiques pateixen doblement la situació amb l'Afganistan. En primer lloc pel contacte directe, perquè són les primeres destinacions per a refugiar-se. D’aquesta forma el Tatgiquistan es torna la rereguàrdia de la defensa antitalibana tatgic i el mateix govern s'hi ha hagut d’implicar donant asil a diversos dirigents, el més destacat dels quals fou el comandant Massoud. La por és al contagi del conflicte afganès a la resta de veïns. El Moviment Islàmic d’Usbèquia s'involucra doncs en la guerra del costat talibà i promovent sollevaments contra el govern usbec. Però, en segon lloc, els traçats fronterers mateixos són font de problemes.
L'Afganistan és un país tampó creat expressament pels britànics i degut a això és seu d’una diversitat ètnica que no es correspon gaire sovint a l’ideal de l'estat nació. Això vol dir que dins l'Afganistan hi ha població tatgic, usbeca, turcmena, entre més. Per tant, allò que passa a l'Afganistan té repercussió directa a les ex-repúbliques soviètiques. L’exemple més evident és el Tatgiquistan que depassa les seves fronteres abastament. D’aquesta manera tots els països veïns han acabat donant suport als EUA durant l'Operació Llibertat Duradora i això ha permès tallar certes arrels com ara el Moviment Islàmic d’Usbèquia que es va veure sense caps dirigents per la intervenció de l'OTAN.
Les 5 repúbliques són igualment el lloc desitjat llavors per a crear-hi un estat islàmic, desig no només d'al-Qaeda, sinó de Daeix igualment. Això intensifica els contactes amb l'Afganistan i és percebut per cadascuna de les repúbliques com una amenaça.
Ara bé, la por és molts cops més fictícia que real. Les antigues repúbliques soviètiques no aconsegueixen després de la caiguda del mur de Berlín ultrapassar l'era soviètica i degut a això són països autoritaris on hi perviuen les estructures soviètiques dins un capitalisme clientelista. Per tal d’evitar la caiguda dels règims establerts, els quals tenen principalment molta por respecte de les Revolucions dels Colors, el terrorisme islamista es torna pretext per a engarjolar la dissidència. Això ha permès a les 5 ex-repúbliques soviètiques estrènyer relacions amb països per qui eren invisibles com ara els EUA, així com ha fet que Rússia hagi volgut involucrar-s'hi doblement com a país protector.
La Xina va mostrar-se particularment interessada en l'Afganistan i les 5 repúbliques durant la guerra perquè volia fer-hi passar el seu projecte de la Nova Ruta de la Seda. Això va tornar el territori afganès de vital importància. L'interès va ser ben aviat de potenciar-hi l'economia i mirar de trobar alternatives per a desfer-se de l'islamisme.

#### El problema paquistanès
El Paquistan fou un país clau durant l'Operació Llibertat Duradora. En primer lloc perquè Ossama Bin Laden s'hi va amagar. Això va constituir un cop dur per a l'administració obama atès que el Paquistan s'havia compromès a lluitar contra el terrorisme islamista i malgrat això el país va ser durant les Guerres contra el Terrorisme Islamista un dels principals potenciadors d'organitzacions terroristes com al-Qaeda.

Les forces Militars dels Estats Units d'Amèrica van disparar i matar Ossama bin Laden després d'un bombardeig de 40 minuts a Abbottabad, el Paquistan, i llavors van agafar el cos de la víctima. L'operació va ser realitzada per 25 forces sota el comandament de la unió d'operacions especials en funcionament al Paquistan amb l'Agència Central d'Intel·ligència (CIA) dels EUA.
Al Paquistan les Guerres contra el Terrorisme Islamista va derivar en suports directes cap a al-Qaeda a les zones tribals. Suports transformats en una insurrecció que va començar al 2004 a Waziristan, quan la tensió acumulada degut a la captura d'elements d'al-Qaeda par l'armada pakistanesa degenera en resistència armada per part de tribus locals. Entre els implicats trobem organitzacions com ara Tehrik-eTailban Pakistan o Thrik-e-Nifaz-e-Shariat-e-Mohammadi. El conflicte va acabar afectant el conjunt del Paquistan amb nombrosos atemptats en grans ciutats.

#### La crisi dels oasis fiscals
Des de l'ONU els EUA posen en marxa tot d’iniciatives reguladores del tràfic d’armes arreu del planeta i de transparència financera per tal d’eradicar les fonts de finançament de l'islamisme. Una operació més maquilladora que real a vista de la poca voluntat del país de desfer-se dels paradisos fiscals. Diversos oasis fiscals europeus es troben de cop i volta amenaçats per l'OCDE que aprofita l’avinentesa per a immiscir-se en la seva sobirania i posar-los contra les cordes. Tothom haurà de fer passes molt grans per a tornar-se més transparent i sortir de la Llista negra que elabora l’òrgan.

### Guerra a l'Irac
L'anomenada Operació Llibertat Iraquiana fou una invasió a l'Irac perpetrada pels EUA sense el consentiment de l'ONU durant les Guerres contra el Terrorisme Islamista.

#### Els enverinaments amb antrax
A molt poca distància dels atemptats a les Torres Bessones, diversos mitjans de comunicació i informació dels EUA reben cartes amb àntrax dins seu i un missatge d’amenaça acompanyat de la data de l’11-S: “mort a Amèrica, mort a Israel, Al·là és gran”. L'àntrax és un químic que prové del carbó i que pot danyar severament el pulmó de qui l’inhali. En raó del missatge que es trobaren l'ABC News i CBS News s'estén un pànic general als mitjans de comunicació occidentals. George W. Bush es troba llavors intentant convèncer l'ONU que cal una guerra a l'Irac perquè el règim posseïria, suposadament, armes químiques. Un fet porta a l’altre i en poc temps la premsa ja parla de bioterrorisme, de guerra d’un altre gènere, etc. Quan s'analitzen els paquets es descarta en primer lloc la procedència iraquiana, però més important encara, s'acaba descobrint que les cartes les enviava Bruce Ivins, un científic estatunidenc amb una malaltia mental.
La por de veure’s mort per algun atac terrorista islamista assetja la mentalitat de la societat d'època. Els vols turístics baixen dràsticament les seves xifres degut a l’atemptat. La borsa mateixa va patir un desgavell. L’exemple de les cartes contaminades d'àntrax ens fa visible com de mica en mica s'instal·la un ambient de paranoia generalitzat a tot Occident. Europa, Canadà, els EUA, Austràlia i de forma general tots els seus aliats es posaren a cercar mitjans d’alta seguretat a tot preu de manera que els telèfons de prepagament serien d’ara endavant enregistrats per tal d’evitar possibles atemptats. Les papereres públiques mateixes foren retirades de les principals capitals d'Europa de por a ser utilitzades com a amagatall de bombes. Els aeroports foren regirats de dalt a baix per a incorporar l’escàner de maletes i cos.

#### La Patriot Act
Aprofitant-se de la situació de por col·lectiva i generalitzada amb relació a les conseqüències de l'11-S el govern dels EUA proposa l'aprovació d'una Llei de combat al terrorisme islamista que en realitat permetia vulnerar els drets civils de ciutadans de tot el món. L'anomenada Patriot Act havia de servir oficialment per a "reforçar les capacitats de les agències de govern en la lluita contra el terrorisme" islamista. Per a aquesta finalitat la Patriot Act tipifica, per exemple, les noves armes i tecnologies. També tipifica les condemnes i autoritza l'espionatge. És en aquest darrer punt on l'administració Bush va abusar de la seva posició i va utilitzar la Llei per a espiar massivament ciutadans de tot el planeta. Això inclou polítics com ara presidents de països fins i tot aliats als EUA. La mateixa llei permetia obrir presons com les de Guantànamo perquè dona més llibertat d'actuació al govern sense cap mena de justificació i a la pràctica això va resultar d'una retallada dels drets humans. Mentre marques xineses com ara Huawei han estat sancionades perquè foren utilitzades per la Xina per a espiar la dissidència, els EUA no han estat mai sancionats per haver utilitzat les marques Apple i Google per a espiar la dissidència.
Tot plegat va quedar al descobert gràcies al ciutadà Edward Snowden qui va filtrar documents sobre l'espionatge massiu que els EUA duien a terme contra tota la població del món. Hi participaven multinacionals tant influents com ara Apple, Microsoft o Google. L'agent de l'NSA, una agència de seguretat de la CIA, va ser perseguit pel govern estatunidenc per la divulgació d'aquesta informació. Cap país al món va oferir-li asil llevat de Rússia. El govern dels EUA va cercar per qualsevol mitjà poder detenir Edward Snowden sense èxit. L'agent de l'NSA va divulgar-ho mitjançant la premsa en una període de vuit dies a Hong Kong. L'indret va permetre-li operar una fuita cap a Rússia. L'afer va contribuir a delmar la imatge del país al món, així com va posar llum sobre les males praxis dels governs occidentals amb relació a la vida privada dels seus ciutadans.

#### L'Eix del Mal
Els atemptats de l'11-S varen ser un pretext per al govern de George W. Bush i muntar una guerra contra l’Irac. Acusaren el seu dictador, Saddam Hussein, de tenir armes de destrucció massiva al servei d'al-Qadea. Més concretament, van acusar el règim iraquià de tenir armes biològiques, químiques i nuclears al servei de grups terroristes com al-Qaeda. Però això era fals. Al final de la Guerra del Golf els inspectors de l'ONU es desplaçaren a l'Irac i certificaren que tot el programa d’enriquiment d'urani s'havia destruït. Això vol dir que el president dels EUA utilitzava falsa informació per a muntar una guerra contra un país aliè. I, efectivament, a la tribuna del Consell de Seguretat de l’ONU, el seu secretari d’Estat, Collin Powell, va argumentar que l'Irac posseïa prop de “8.500 litres d’àntrax” [trd.].
En realitat el govern dels EUA ja preveia fer-hi la guerra. En un document titulat Projecte per al nou segle americà, redactat als anys 1990, el partit republicà cerca la manera de dominar el planeta per al segle XXI i troba entre més vies la invasió de l’Irac. El govern estatunidenc volia sobretot desfer-se d’un potencial posseïdor de l'arma nuclear i per això va aprofitar-se de la situació de sensibilitat degut als atemptats de l'11-S per a fer la guerra.
És en aquest intent que el president dels EUA dibuixa l’anomena "Eix del mal" que són els països que estarien finançant, segons George W. Bush, el terrorisme islamista a escala internacional. És del tot mentida. L’eix del mal eren els països enemics dels EUA per qüestions petrolieres i hegemonistes. Així el govern estatunidenc munta un despatx al si del Pentàgon dedicat a inventar-se proves falses que permetessin justificar la guerra contra l'Irac.
La veritat és desvetllada de la mà del ministre d'afers exteriors de França, Dominique de Villepin, el qual es va negar a participar en la guerra contra l'Irac. França no volia participar en una guerra al Golf més i va preferir denunciar a la tribuna que els EUA estaven mentint. El món sencer es regida de cop i volta contra el govern dels EUA i munta manifestacions en contra de la guerra. Malgrat no tenir l'aprovat de l'ONU, els EUA feren igualment la guerra a l'Irac i mataren el seu dictador. La premsa estatunidenca es va dedicar a difamar productes francesos així com a injectar propaganda per a convèncer el poble estatunidenc que l'Irac era una amenaça a escala global. Molts artistes entre els quals s'hi destaca Madonna o Black Eyed Peas s'hi oposaren. Tota una campanya des del món de la músiva va ser encetada per a aturar la guerra.
A l'hora de cobrir la guerra els periodistes foren vetats d'anar al front. Els EUA no volgueren repetir l'efecte del Vietnam, és a dir, volien evitar que hi haguessin periodistes al front per a amagar que matarien població civil, tal com es va fer amb el Vietnam. Fou justament el bon treball dels periodistes que retrataren al guerra tal com era al Vietnam allò que va fer caure la guerra en popularitat. Per tot plegat el poder tou de l'Imperi americà va quedar molt tocat per a la resta del segle XXI tot i que el govern americà responsable de la guerra no va ser sancionat pels crims de guerra comesos.

#### L'afer WikiLeaks
Durant les Guerres contra el Terrorisme Islamista la plataforma WikiLeaks, creada i liderada per l'australià Julian Assange, publica prop de 400.000 informes classificats del període que comprèn el 2004 fins al 2009 sobre la guerra a l'Irac. És la fuga de documents més gran de la història. Tots o gairebé tots redactats per soldats, els documents posen llum sobre tortures a civils, morts de civils i vulneració sistemàtica i fins i tot premeditada dels drets humans de la població iraquiana.
Els documents desvetllen que l'armada estatunidenca va matar periodistes, dones embarassades, nens, metges, etc, sense cap mena de motiu aparent. Diàriament va fer esclatar pop de 30 artefactes a les ciutats iraquianes. Va fer ús de nens per a detonar bombes. També de civils per a netejar carrers i estalviar-se bombes. Va continuar torturant civils i delinqüents a les presons malgrat haver-ho prohibit. Va arribar a matar insurgents que es rendien i les morts totalitzades són més elevades en el camp civil que militar. Alguns informes menteixen i no donen compte de detencions arbitràries amb agressions a civils.
El descobriment d'aquesta informació va resultar un escàndol faraminós a l'època i Julian Assange va ser perseguit pel govern dels EUA saltant-se la separació dels poders deliberadament. De cop i volta va ser acusat de violació i el seu advocat sospita que els EUA voldrien la pena de mort per haver desvetllat informació classificada. Cap país occidental va voler protegir-lo i només rebé asil de part d'alguns països llatinoamericans i Rússia. Julian Assange hagué de refugiar-se a l'ambaixada de l'Equador a Londres i malgrat això el govern estatunidenc maniobrà a l'ombra per tal de crear conflictes diplomàtics amb l'Equador i així obtenir-ne l'expulsió. Julian Assange va ser maltractat a les presons londinenques per haver posat llum sobre els abusos dels governs occidentals en les Guerra contra el Terrorisme Islamista perquè a banda dels EUA, l'afer WikiLeaks també va permetre posar llum sobre violacions i vulneracions de drets humans de les armades francesa, espanyola, etc. Malgrat la persecussió Assange va rebre suport d'Anonymous entre més. El món veu aparèixer webs d'imitació de WikiLeaks amb suports esporàtics per part d'Anonymous. El grup d'activistes va ser creat l'any 2007 per una protesta contra la cientologia. L'afer de Julian Assange va convèncer-los que calia accions humanitàries a favor de WikiLeaks i això mateix va representar Anonymous durant les Guerres contra el Terrorisme Islamista.
Després de la descoberta de tota aquesta informació i l'escàndol que va suposar per al govern dels EUA, el president Barack Obama va decidir fer la guerra mitjançant drons de manera a desentendre's d'enviar directament al terreny soldats que podien ser tot seguit criticats per l'abús de posició.

#### Els llocs foscos
Arran de la Patriot Act els EUA començaren a obrir presons en bases militars esparcides per tot el món amb l'objectiu de torturar-hi els presos. Això mateix ha acabat revelant la fuita de fotografies d'Abu Graïb, així com les queixes constants d'associacions de defensa dels drets humans. Els EUA obrien en efecte fora del país presons per a fugir de la legalitat. Amb això internava persones sense càrrecs fomals als quals sotmetia a interrogacions sota tortura, a aïllament sota condicions inhumanes i degradants, sense cap mena de contacte exterior i amb pràctiques de tortura sense interrogació. La més coneguda d'aquestes presons fou Guantànamo a l'illa de Cuba, tot i que se n'obrí a Polònia, Tailàndia, Romania o Jordània. El trasllat de presos es va fer molts cops amb la col·laboració de governs occidentals com ara el Regne Unit, Xipre, Portugal, Armènia, Espanya, Ucraïna, Suècia, Grècia, Hongria o Irlanda, fins i tot Macedònia, Kossove o Geòrgia.

### El xoc de civilitzacions

#### La teoria del xoc de civilitzacions
Durant la guerra i des dels cercles d'intel·lectuals als EUA es va renovar el clàssic discurs de bàrbars contra civilitzats per a promoure l'estigmatització contra les poblacions de creença musulmana al món i generar fricció entre la població als països occidentals. A partir dels escrits l'any 1996 del politòleg estatunidenc Samuel P. Huntington es generen tot de discursos racistes als mitjans de comunicació segons els quals no hi hauria manera d'integrar les poblacions musulmanes a Europa i hi hauria un xoc de civilitzacions.
A conseqüència de la globalització molta població dels països àrabs se'n va a Occident a treballar-hi però la integració a les societats receptores no sempre fou possible. Alguns casos acaben en adoctrinaments per part d'Estat Islàmic. D'altres casos és d'exclusió i racisme envers les poblacions de creença musulmana. Així durant molt de temps Europa va tenir grans problemes per a construir mesquites degut a la negativa d'alguns ciutadans d'edificar-ne. L'afer va ser objecte de ressò mediàtic degut a l'extrema dreta que va agafar l'immigrant i el va proposar com a boc espiatori per explicar la crisi econòmica que Occident patia des del 2008. Una cosa va portar a l'altra i durant la guerra el terrorisme islamista es torna sinònim d'estigmatització contra les poblacions musulmanes.
La història europea no va viure mai una onada d'immigració tant important com la viscuda durant la guerra. Majoritàriament els països que reberen més població musulmana foren França, Bèlgica, el Regne Unit i Alemanya, a banda de Bòsnia-Hercegovina. La poca bona acollida es va veure força visibilitzada en un nacionalisme ètnic a França que rebutjava el menjar hal·lal, però també en un rebuig ampli a l'est d'Europa amb els refugiats sirians. S'edificaren murs de contenció i barreres per tal d'evitar l'entrada d'immigrants sirians. La sobremediatització d'atemptats a Occident com ara a Madrid o a París, fins i tot a Londres, però la poca expectació dels atemptats en països àrabs com ara a Balí l'any 2002 o Istambul l'any 2003, confereix a la teoria del xoc de civilitzacions una dimensió altra explotada en aquest sentit per l'extrema dreta.
En aquest àmbit fou molt polèmic el port del vel en espais públics, principalment a França on fou prohibit. El fons de les controvèrsies era l'existència de problemes estructurals al si de les societats àrabs. El gros d'aquests països no s'han industrialitzat i viuen en situacions molts cops de subdesenvolupament. Això ajuda a l'alineació vers ideologies totalitàries com l'islamisme. Però, alhora, hi contribueix enorment la situació de manca de separació de poders i la no existència d'una separació entre església i estat. Per exemple, existien 4 repúbliques islamistes (ex.: Paquistan, Iran, Aràbia Saudita o Mauritània), països on el poder religiós controlava totalment l'estat (ex.: Marroc, Mauritània, Iran, Paquistan, etc) i països que eren formalment dictadures amb suport religiós (ex.: Indonèsia, Brunei, Malàisia, Djibuti, Sudan, Níger, Mali, etc).
D'aquesta forma hàbits com donar-se un petó en públic o casar-se amb qui plagui poden resultar problemàtics per a les societats de majoria musulmana. A Tunísia o el Marroc el sexe fora del matrimoni o el petó en públic és susceptible llavors de multes i de vegades de presó. En molts països àrabs hi havia casaments forçats. Tot això són interdits difícils de veure a Occident perquè hi són sinònim de societats passades on la religió tenia un pes asfixiant en el tarannà. La diferència de pràctiques xoca un cop els immigrants integren les societats occidentals i d'aquí es generen les controvèrsies que l'extrema dreta orquestra. El discurs de la teoria del xoc de civilització fa que les pràctiques normalitzades per dictadures es tornin pràctiques culturals que xocarien amb els valors suposats d'Occident. Les societats acollidores perceberen doncs l'arribada d'uns immigrants amb cultures vextòries i intolerants.
A tot plegat cal afegir-hi que dites dictadures eren finançades pels països occidentals sense que la situació d'hipocresia conseqüent fos gaire visibilitzada o qüestionada. Molta població del món occidental passa a criticar la manca de llibertats de les dones dins l'islam, però no esmenta la vulneració de drets en comunitats amb total llibertat a Occident com els amish o els ultraortodoxos jueus. Finalment, el xoc de civilitzacions amaga igualment un bonisme d'esquerres que confon la tolerància en la pràctica d'una religió amb l'emblanquiment de l'islamisme.

#### El moviment evangelista i la persecussió de cristians
Els anys 2000, que són l'època d'intensitat en les Guerres contra el Terrorisme Islamista, veuen la puixança del moviment evangelista fora dels EUA. Ateny rècords força importants a Amèrica Llatina i arriba a tenir altaveus a Europa. En plena situació de guerra contra l'islamisme el món occidental arriba a trobar-se en situació de puixança del fanatisme religiós en mans dels evangelistes. Part de la situació fou degut al suport que el partit republicà dels EUA confereix a la població evangelista.
Però paral·lelament a això hi hagué igualment una gran preocupació pel creixement de la repressió de població cristiana als països àrabs. D'una banda, el món àrab es radicalitza i comença a perseguir cristians, però d'altra banda també, Occident veu el sorgiment d'una nova extrema dreta que agafa l'evangelisme, l'orquestra i aconsegueix grans fites electorals. Això es tradueix en exclusió dels musulmans a l'est d'Europa.
Alhora els problemes fronterers entre el Paquistan i l'Índia, així com la problemàtica derivada de la independència del Paquistan fanatitza l'Índia que es replega dins un hinduisme radical i totalitarista. Això es tradueix en repressió envers ja no només poblacions musulmanes, però cristianes igualment. Finalment, per motius geopolítics, el món xinès decideix potenciar l'estigmatització contra els musulmans, la qual cosa deriva en violència triplicada contra el Xinjian, territori ocupat per poblacions musulmanes de procedència turca.

#### La crisi de refugiats Rohingyas a Bengladeix
A banda de les persecussions de població fanatitzada sota l'Islam envers poblacions de creença cristiana, també hi va haver persecussió contra poblacions musulmanes. És el cas de Birmània on la minoria Rohingya va ser objecte de neteja ètnica. S'estima que hi havia un milió de Rohingyas vivint a Birmània. L'exèrcit de Birmània va carregar contra la població, la qual cosa va produir una fugida en massa cap a Bengladeix. L'estat no els reconeix com a ciutadans malgrat ser-hi de fa més de 2 segles. Així els militars birmans dispararen indiscriminadament contra poblacions musulmanes pel fet de creure en l'islam. Trobem igualment casos d'assassinats, incendis a cases i abusos sexuals. S'estima que la crisi va provocar un desplaçament de 700.000 refugiats. Cap país occidental se n'amoïnà més del compte.

### La guerra al Caucas

#### La guerra a Txetxènia
El Caucas fou una regió particularment sensible durant la guerra. El problema més gros hi era la tendència a la radicalització de la resistència txetxena. En efecte, des de la caiguda de la Unió Soviètica que Txetxènia tracta d'independitzar-se de Rússia. El poc suport rebut pel Consell de Seguretat de l'ONU i les poques ocasions encertades de fer realitat la independència ha generat un nínxol procliu a l'establiment de jihadistes. Això és particularment així a partir de la Primera Guerra de Txetxènia. Els txetxens reberen combatents de Turquia, l'Afganistan, Jordània, Kuwait, Egipte i l'Aràbia Saudita. Bona part eren milícies islamistes de manera que una guerra secessionista com la txetxena es transforma aviat en una guerra santa amb tot d'organitzacions islamistes. En aquest context s'assisteix a un apropament d'al-Qaeda a la zona.

El Caucas ja més generalitzadament és una regió estratègica per a Europa, l'Àsia i el Llevant. La gran quantitat de petroli i de gas que s'hi pot trobar fa que calgui obligatòriament una estabilització de la zona per tal de garantir el subministrament a Europa i el Llevant. Però, a banda del problema txetxè, el Caucas és un trencaclosques religiós i lingüístic. La poca traça (i voluntat) de Rússia i les poques ganes dels EUA d'estabilitzar la zona fan que la regió sigui objecte de secessionismes i grans conflictes amb violència sistèmica. El fons del problema txetxè és la implantació d'un estat independent que torni a bascular com la resta de països àrabs en la teocràcia.
Tant és així que l'any 2007 va esclatar una insurgència islamista a Ingúixia. Tant el Daguestan com Ingúixia o Txetxènia visqueren processos de radicalització importants força apreciables en la creació l'any 2007 de l'Emirat del caucàsic. Es tracta d'una organització terrorista islamista que partint del model d'al-Qaeda volia crear un Emirat a tot el Caucas i així aprofundir en la creació d'un Estat islàmic. Només els talibans reconegueren l'Emirat que crearen. L'arribada en escena durant la guerra de Daeix va fracturar l'Emirat del caucàssic, cosa que no vol dir la desaparició de l'islamisme en aquesta regió.
En aquest sentit el Caucas es va tornar durant les Guerres contra el Terrorisme Islamista la font principal de jihadistes de Rússia. És a dir, els processos d'adoctrinament tingueren més impacte en aquesta regió i la majoria de jihadistes que es trobaven lluitant del costat d'Estat Islàmic a Síria i l'Irac procedien del Caucas rus.
L'origen de tot plegat rau en la Primera Guerra de Txetxènia. Al final del conflicte no hi va haver manera de dispersar i desintegrar les milícies muntades durant la guerra per a fer la independència. Això va derivar en el manteniment amb venda de drogues de les milícies existents davant un territori devastat per la guerra. És a dir, es va mantenir un escenari de violència finançat per les drogues. Txetxènia a més haurà de demanar ajudar als països àrabs d'on aquestes milícies es proveïran de salafistes. Per tot es comencen a aparciar durant els anys 1990 diversos atemptats islamistes a Rússia fins que durant les Guerres contra el Terrorisme Islamista la resistència txetxena és substituïda progressivament per l'Emirat del caucàsic.
Els Jocs Olímpics d'Hivern a Sotxi l'any 2014 varen servir com a intent des de Rússia de reactivar econòmicament la religió i estabilitzar-la tot i els atemptats i insurreccions islamistes.

#### El règim de Kadírov
El creixement de l'islamisme al Caucas, principalment al nord, fou en certa manera controlat o aturat gràcies a una política de repressió nodrida de populisme musulmà. El president de Rússia, Vladimir Putin, va triar posar al capdavant de Txetxènia, principal república sensible a l'islamització radical, a Ramzan Kadírov, fill de l'antic líder de Txetxènia, del clan Kadírov i mort per un atemptat islamista. L'operació del president de Rússia va ser aconseguir amb Ramzan Kadírov un règim autoritari i musulmà, tot i que contrari a l'islamisme. És a dir, la solució al procés de radicalització del Caucas va ser implantar una dictadura dins la dictadura. Així mateix la misogínia i l'homofòbia són recurrents a Txetxènia, tot i la reconstrucció de la república després de les dues guerres precedents. Kadírov engega una política populista i totalitària a la vegada, força visible en la seva exhibició com a bon musulmà, però favorable a manifestacions en contra del satíric francès Charlie Hebdo. Aquesta situació de dictadura dins la dictadura va ser altament denunciada a la resta d'Occident.

### Els segrestos d'al-Qaeda

#### Segrestos i mediatització
Durant les Guerres contra el Terrorisme Islamista al-Qaeda es va dedicar a segrestar occidentals, molts periodistes principalment, per tal de finançar grups islamistes a l'Àfrica, sobretot al Sahel, i, paral·lelament, aconseguir mediatització. Va ser el cas, per exemple, dels catalans Albert Vilalta, Roque Pascual o Alícia Gámez. A la llista hi ha molts més noms i nacionalitats diverses. Sovint el lloc de segrest va ser Mauritània o el Mali.
L'Àfrica va ser "un territori de predilecció per a les organitzacions extremistes" [trd.] (Mathieu Guidère, 2017). Degut a "raons històriques i socials", el continent africà "va oferir un terreny favorable a les insurreccions de tota mena i a la proliferació de grups armats" [trd.] (Mathieu Guidère, 2017). És en aquest context que al-Qaeda rep occidentals venuts en segrest per part de grups armats que es reivindicaven de l'islamisme. L'objectiu era arreplegar diners i fer créixer l'islamisme a l'Àfrica, principalment al Sahel.
Aquest modus operandi va permetre a al-Qaeda aconseguir una certa notorietat a tots els països àrabs degut a la mediatització dels segrestos. La mateixa operació serà utilitzada als atemptats terroristes comesos en països occidentals i no occidentals. És a dir, cometre atemptats a Occident o a l'Àsia permetia a al-Qaeda nodrir-se de notorietat als països àrabs i créixer perquè la mediatització dels atemptats donava publicitat a l'organització islamista.
L'Àfrica va veure el sorgiment de diversos grups islamistes com ara al-Murabitun, Ansar al-Charia, Boko Haram o al-Shababs. Els dos darrers tingueren una reprecussió i influència notable a l'Àfrica, sobretot a països com ara Nigèria, Quènia, Somàlia o Malí, fins i tot a Burkina Faso.

#### Els atemptats al món
Una de les armes més utilitzades pel terrorisme islamista va ser els atemptats. Amb bomba o a través de la col·lisió de vehicles, els atemptats permeteren atemorir les poblacions d'arreu del planeta. Tingueren sovint una mediatització molta alta tot i que selectiva. En efecte, Occident tingué la tendència de parar atenció als atemtpats comesos a Europa o Amèrica del nord i desdir-se o reglar els atemptats a l'Àfrica o l'Àsia a notícies en breu als telenotícies.
Esdevinguts a totes les parts del món, es tornaren una constant durant totes les Guerres contra el Terrorisme Islamista. És a dir, n'hi hagué durant la primera fase com a la segona. Les de la segona fase, especialment l'atac a Charlie Hebdo, un setmanari satíric francès, foren molt mediatitzades. L'atemptat contra aquest diari va arribar a treure al carrer prop de 3 milions de persones a França. Gent que es va manifestar en contra de l'islamisme.
Els episodis de condol i de xoc foren molt generalitzats, a l'Àsia, Oceania com a Amèrica o Europa. Els diversos països víctimes dels atemptats tingueren sovint el suport d'altres països veïns o més allunyats. Foren particularment importants els atemptats de Bali, Mombassa, Barcelona, Londres, Mogadiscio o París, Brussel·les, Surabaia, Sri Lanka, Moscou, Berlín.

#### Blasfem i mediatització
El blasfem també fou utilitzat per alguns països àrabs com a arma contra la dissidència. En alguns països com l'Iran o el Paquistan el blasfem era susceptible de portar a la presó. En aquest segon país tot condemnat per blafèmia era portat a presons de condicions degradants. La població en general contribuïa a un control social que és només la punta de l'iceberg de l'aspcte que pot donar la dictadura sota països islamistes. Però, de fet, el crim per blasfèmia va ser molt mediatitzat i utilitzat de cops com a mostra de diferències insalvables entre el món àrab i el món occidental. I és que en poc més de tres dècades prop de 1500 paquistanesos varen ser acusats de blasfèmia, la qual cosa podia portar a la mort si els afectats eren presos per la multitud. L'interès de ressaltar el crim de blasfèmia al món àrab no és un detall menor atès que els atemptats contra Charlie Hebdo i a Dinamarca per caricatures de Mahoma acaben esdevenint un atemptat a la lliure expressió i a la llibertat de premsa.

## Segona fase del desenvolupament de la guerra

### La Primavera àrab

#### Les revoltes àrabs
A partir del 2010 i durant la guerra el món àrab es va aixecar contra les dictadures i l'islamisme una mica per tot arreu, provocant la caiguda d’alguns dictadors. És el cas d'Egipte o de Tunísia. En d'altres casos la revolta tornada revolució va derivar en guerra civil com a Líbia. Sense cap país occidental que provoqués les revoltes, la Primavera àrab va representar durant la guerra un aire fresc i d’esperança de cara a l’erradicació de l'islamisme. Diversos factors contribuïren a fer possible el sorgiment de les protestes.
En primer lloc el grau elevat de corrupció en països com el Marroc, Algèria, Oman, Líbia, Tunísia, Egipte o Iemen. Aquest factor agreuja la vida de milions de persones sotmeses a un atur molt elevat que es comprèn llavors entre el 25% i el 40%. La majoria dels països concernits per la Primavera àrab estan habitats aleshores per prop de 50% de població menor de 25 anys amb un grau d’alfabetització força elevat que pot anar del 70% al 90%. En resum, poca llibertat política, corrupció, nivells alts d’atur per a una població jove i estudiada, cadascun d’aquests ingredients va provocar simultàniament revoltes molt pronunciades als països àrabs.
D’aquesta forma trobem manifestacions de durada gairebé il·limitada a països com ara Algèria. Manifestacions que derivaren en reformes socials com ara al Marroc, Jordània i Oman. Però també manifestacions que feren caure règims autoritaris com ara a Egipte, Líbia, Iemen o Tunísia. Tot parteix de fet de la Revolta del Jasmir a Tunísia i s'estén fins a països no àrabs, tot i que practicants de l’islam com ara Mauritània, Líban o l'Iran. La majoria de les revoltes aconseguí sobretot algunes reformes com ara a Aràbia Saudita, els Emirats Àrabs Units, el Sudan, Somàlia o Catar.

#### L'hivern islamista
Després de la guerra civil, Líbia es torna un dels centres d'exploració del wahabisme o salafisme. Mitjançant, entre d'altres, els Germans Musulmans situats a Egipte, s'expandeix l'integrisme islàmic. En efecte, després de la Primavera Àrab s'abat un hivern islamista als països àrabs. L'Aràbia Saudita i Catar maniobren obertament, o a l'ombra, la manera de col·locar a cada país sortit de les Revolucions un partit islamista al govern. Obertament, com va ser el cas de Bahrain on l'inici de la Primavera àrab va ser ràpidament aixafat per la presència dels militars saudites al microestat, o a l'ombra, com a Líbia on després de la mort del dictador Gadafi s'inicia tot d'atemptats i assassinats a l'oposició.
Tunísia o Egipte foren en tot això grans centres d'influència. El primer país representà la demostració d'una resistència aferrissada a caure en mans de l'islamisme. Malgrat que el partit islamista hi aconseguí un gruix de vots nombrós, no tingué la majoria per a governar i es va iniciar en conseqüent un pols entre la implantació d'una societat islamista o el manteniment de la democràcia. Quelcom de similar viuen llavors molts països àrabs per qui l'existència de la Primavera àrab va significar una reforma de les seves respectives monarquies.
Egipte, en aquest sentit, va ser el centre d'operacions de l'expansió de l'integrisme islàmic. Catar hi recolzà els Germans Musulmans que anaren implantant filials seves als països concernits per la Primavera Àrab. L'Aràbia Saudita contribuí a fer caure el règim egipci amb un cop d'estat, tot i que això no es va transformar en obertura, més aviat en tancament cap al wahabisme. L'interès era d'aturar tot escenari revoltós que fes caure les seves respectives dictadures. L'operació va centrar-se principalment en l'eix Tunísia, Líbia, Egipte i Síria per tal de tornar aquests països en models a continuar a la resta d'estats concernits per la Primavera Àrab. La infuènia d'aquesta política es va estendre fins al Liban o Palestina.
Els Germans Musulmans neixen a l'Egipte dels anys 1920 i la seva és una societat rigorista. És a dir, la seva és una societat teocràtica on la dictadura separa homes de dones, prohibeix l'art, censura el cinema i la música profana, obliga a casaments forçats, no tolerat la llibertat de premsa ni de pensament, agredeix homosexuals, implanta una societat misogínia on ésser dona i conduir no és compatible, fins i tot ésser dona i treballar no és compatible. És una societat on no hi ha llibertat de tria religiosa, la qual cosa representa, per exemple, una atemptat a la llibertat dels coptes egipcis.

#### El finançament islamista
Durant la guerra Catar obre la seva pròpia televisió, Al-Jazeera, amb què mira d’influenciar els països àrabs i fer-los virar cap a l'islamisme. No és l’única operació. Finança equips de futbol europeus i deixa acollir el mundial de futbol per a fer-se promoció al món i al mateix temps recollir diners. És a dir, el finançament d’aquesta activitat islamista prové en part d'Occident.
És Occident qui financia el creixement econòmic d'Aràbia Saudita i Catar. Els dos països, que són rivals, entren dins la política de protecció a canvi de petroli. És a dir, els EUA amb els seus aliats europeus protegeixen l'Aràbia Saudita de qualsevol atac exterior a canvi que aquesta els vengui petroli. Així doncs a cada nova presidència a Occident, la catifa s'obria a l'Aràbia Saudita per a acollir-hi presidents europeus o americans. Hi venien petroli a canvi d'armes.
L'Aràbia Saudita és una de les dictadures més brutals aleshores, però malgrat això totes les mirades es focalitzaven en l'Iran. La propaganda americana desatén totes les vulneracions de drets humans comeses a l'Aràbia Saudita a canvi de crear-se un enemic com és l'Iran. El clivatge entre sunnites i xiïtes juga en aquest cas un paper doble perquè hi ha veritable rivalitat entre Aràbia Saudita i l'Iran alhora que l'Iran és enemic dels EUA.
Dit altrament, els partits islamistes que l'Aràbia Saudita i Catar finançaven a les Primaveres àrabs provenia d'Occident que per la seva banda posava les mirades sobre l'Iran i amagava els ulls davant les vulneracions de drets humans a l'Aràbia Saudita o Catar. Els primers finançadors de l'islamisme eren l'Aràbia Saudita mitjançant el seu corrent wahabista. Catar promovia la creació de societats islamistes a Europa, principalment a Bòsnia-Hercegovina. Les mesquites europees moltes vegades rebien fons catarians que volien mitjançant aquesta via promoure societats islamistes a Occident.

### Les guerres de la Primavera àrab

#### Guerra Civil a Líbia
La Primavera Àrab va derivar a Líbia en una guerra civil entre favorables a la democràcia i la dictadura. L'afer va ser de caràcter internacional en tant que l'OTAN hi va intervenir a favor del poble libanès. En aquesta base el caos esdevé un lloc preuat per a fer-hi sorgir grups islamistes. La intervenció internacional va tenir lloc arrel de les tensions viscudes entre el president francès Nicolas Sarkozy i el dictador libià Muamar al-Gaddafi. L'afer de la venda d'armes entre els dos països deriva en ruptura diplomàtica i quan la Primavera àrab s'esdevé, el president francès resol anar-se'n a fer la guerra contra el dictador per haver-lo posat massa en evidència com ara haver desvetllat que li havia prestat diners per a la seva campanya presidencial. Aconsegueix convèncer l'OTAN i el dictador es troba finalment a mans dels rebels en condicions no dilucidades. És mort finalment.
Líbia va ser un país altament estratègic degut a la immigració que arriba del Sahel cap a Europa. El passatge de l'islamisme cap a Europa es fa forçosament passant per Líbia i l'estabilitat de la zona esdevé llavors molt important. El caos deixat per la guerra va ser aprofitat per Estat Islàmic. Després de la Guerra Civil Libiana el país cau en rivalitats tribals que divideixen el país profundament. Divisió que deriva en una segona guerra civil on els Germans Musulmans s'instal·laren per a mirar d'ocupar el poder vacant. La situació posa sobre el taulell d'escacs a una llistat de països estrangers que s'hi fan la guerra interposada per interessos personals. Així Trípoli fa la guerra a l'altra part del país amb el suport dels EUA, Turquia, Itàlia o Catar mentre que l'altra banda ho fa amb França i Egipte que esperen mitjançant aquest suport desfer-se de l'islamisme promogut per Catar.

#### Guerra al Iemen
Les guerres civil al Iemen, Síria i Líbia foren l'ocasió per a ocupar el poder vacant. És així mateix com al-Qaeda intenta prendre el poder del Iemen durant la Primavera àrab. El país es troba llavors dividit en dues fraccions que lluiten per interessos diferents. D'una banda, el moviment hutista que voldria arribar a la capital i prendre el poder, i d'altra banda, el moviment secessionista que contesta des de la unificació del Iemen les polítiques portades per la capital Sanà. En el fons del conflicte hi trobem un clivatge entre sunnites (al sud) i xiïtes (al nord).
El Iemen és doncs un exemple de com les guerres civils derivades de la Primavera àrab fracturen els països concernits. És a dir, apareix sobtadament una divisió dins mateix dels països patrocinadors de l'islamisme. Els uns xiïtes, els altres sunnites, però també, dins els sunnites mateixos. Així Aràbia Saudita s'enemista amb Catar que rep el suport de Turquia.
En resum, durant la Primavera àrab el moviment hutista avança cap a la capital i això força la dimissió de govern del país que demana ajuda a Aràbia Saudita. El moviment secessionista, en canvi, rep el suport dels Emirats Àrabs Units. Sota aquest fons de xiïtes contra sunnites s'hi afegeix al-Qaeda que aprofita el caos per a implantar-se al Iemen i mirar d'aquesta forma de construir un estat islàmic.

#### Guerra Civil a Síria
La Primavera àrab va derivar a Síria en una guerra del tots contra tots. Mirarem d'esbossar-la de forma sumària, cosa que no permet una lectura aprofundida. Per a saber-ne més aneu a Guerra Civil Siriana.
A Síria la Primavaera àrab va acabar en un cicle de manifestacions i contramanifestacions. El règim de Bassar al-Àssad reprimeix severament els protestants que aviat organitzen la seva Armada Siriana Lliure. Els bombardejos es transformen en l'enviament de bombes químiques a la població. És a dir, el dictador, Bassar al-Àssad, resol callar les protestes amb armes químiques.
Aquest fet fa entrar la Guerra Civil que es produeix llavors a Síria a l'àmbit internacional.
El nord es troba en mans kurdes que defensen la seva independència i per això fan la guerra contra el dictador que els reprimeix. Turquia resol donar suport a Daeix en tant que permet reprimir els kurds, els quals fan la guerra a Daeix degut al seu projecte d'Estat Islàmic que no s'adiu amb la independència kurda. És a dir, sobre la base de caos que deixa la guerra neix Daeix que pren el lloc a al-Qaeda tant a Síria com a l'Irac. Amb aquest context les forces rebels que volen fer caure el règim d'al-Àssad s'uneixen al nord amb els kurds, la qual cosa fa intervenir Turquia que malgrat donar suport a les forces rebels, és enemiga dels kurds.
S'hi afegeix a aquest trencaclosques Rússia que dona suport a al-Àssad per desfer-se de Daeix. En la mateixa línia tot i que amb detalls discrepants trobem els EUA i l'OTAN que donen suport als rebels i fan la guerra a Daeix. En aquest camp hi trobem l'Aràbia Saudita i Catar que volen mitjançant el clivatge sunnites contra xiïtes fer front a la força hegemònica que pot representar l'Iran per a la regió.
En tenir frontera amb el Líban l'Hesbol·là entrar a la guerra del costat d'al-Qaeda, que combat amb les forces governamentals d'al-Àssad. Així es dibuixaren quatre camps en la guerra civil sirana. Un primer camp que és Daeix que s'aprofita de la guerra per a mirar d'expandir-se i detenir tot el territori sirià. Un segon camp que són les forces que donen suport a la revolta contra la dictadura i que rep el suport de Turquia o l'OTAN. Un tercer camp que és la contramanifestació, és a dir, el govern d'al-Àssad que rep el suport de Rússia. I, finalment, un quart camp que són els kurds, els quals reberen el suport dels EUA, retirat un cop neutralitzat l'Estat Islàmic i sense que això derivés en el reconeixement dels poble kurd com a nació susceptible de poder accedir a la independència.

### Estat Islàmic

#### Formació de Daeix
La misèria deixada pels EUA en sortir de la invasió de l'Irac i el caos generat a Síria per la guerra civil són aprofitats per al-Qaeda que després dels atemptats de l'11-S es reorganitza per a donar lloc a Daeix. És a dir, els antics caps d'al-Qaeda deixen el seu lloc a una nova jove generació que inicia l'etapa següent de la seva lluita contra Occident, és a dir, la construcció d'un estat islàmic. La mort d'Ossama Bin Laden explica en bona part aquesta nova fase de la guerra. El líder de l'organització terrorista és mort i cal una reorganització per a continuar amb els projectes d'al-Qaeda. Els antics caps dirigents es retiren i deixen el seu pas als deixebles de Bin Laden. És el cas d'Abu Bakar al-Bagdadi que es torna la imatge del terrorisme islamista a partir de la dècada dels 2010.

#### Nou modus operandi de Daeix
La nova etapa amb Daeix al capdavant no es desdiu dels atemptats terroristes, però sí que inicia una nova manera de fer per a atènyer els seus objectius. Es tracta sobretot de trobar estats fallits o amb poc control del seu govern i implantar-hi la bandera de Daeix. Un cas paradigmàtic d'això va ser el Malí o Nigèria.
El Sahel és una regió clau a l'Àfrica. Tradicionalment ha estat al centre de l'intercanvi de mercaderies entre el nord i el sud, fet que també converteix la regió en l'indret de tràfic de poblacions, és a dir, immigració del sud de l'Àfrica cap al nord i d'aquí moltes vegades cap a Europa. La pobresa, la manca d'estructures i el caos que hi genera la traça colonial europea fa que Daeix hi trobés el cas per a implantar-s'hi. Tot el Sahel s'hi va veure involucrat. Hi hagueren prop de 80 raptes reivindicats per Daeix a Mauritània, Nigèria, Algèria, Tunísia i Níger.
El govern francès es va proposar d'ajudar amb la seva armada països com ara Nigèria, el Malí, Txad, Níger o Burkina Faso, tot i que al final els mateixos països demanaren la seva marxa. El país es va interessar en ajudar el Sahel principalment per raons econòmiques, és a dir, el manteniment del control sobre recursos sucosos. El Sahel és una àrea de gran importància estratègica per l'adquisicó d'urani i altres matèries primeres per part de França. El suport a dictadures africanes a canvi de preferències en la venda de matèries primeres ha estat un recurrent. La competència que presenta llavors la Xina i Rússia que no es dediquen a explotar-ne els recursos, sinó a proposar seguretat i construcció d'infraestructures fa que aquests països demanessin la marxa de França perquè veien en l'acció de Rússia i la Xina plans més eficaços i menys lligats a pràctiques colonials. La insurgència islamista prové en aquest cas d'antics islamistes que hagueren de marxar d'Algèria als anys 1990. Mitjançant el tràfic d'armes, de drogues, d'immigrants i amb l'ajuda igualment d'ostatges financien l'AQMI, la branca de Daeix al Sahel. La pobresa i l'alt nivell d'atur expliquen que l'islamisme arribi a bon port al Sahel. L'AQMI es subdivideix mica en mica en el Moviment d'Unicitat i del Jihad de l'Oest, així com l'ANSAR DINE.
A Nigèria l'islamisme es va recolzar sobre Estat Islàmic per a fer sentir les seves queixes respecte de la misèria patida. És el cas del moviment Boko Haram que es radicalitza amb l'arribada de Daeix i esdevé una organització terrorista que volia implantar un califat islàmic al centre d'Àfrica. La seva activitat va resultar un malson per als veïns de Nigèria com ara el Txad, Níger o el Camerun.
Boko Haram neix l'any 2002 de la mà de Mohammed Iusuf. És un moviment pacífic que demana l'aplicació de la xaria. Rebutja el sistema educatiu del país perquè és d'arrel colonial i critica obertament la corrupció que viu el país, principalment el nord. Boko Haram és sobretot el resultat d'una regió, la del nord de Nigèria, menys rica i més propensa a deixar-se endur per ideologies totalitàries com l'islamisme polític. El nom mateix Boko Haram caldria a traduir-lo per "prohibició de l'educació occidental".
L'any 2009 quan l'armada nigeriana executa un petit grup de Boko Haram a més de Mohammed Iusuf, el moviment deixa l'activisme pacífic i presta les seves forces a Daeix. Se n'inspira i reclamant-se'n Abubakar Shekau inicia l'etapa violenta de Boko Haram. Més que Estat Islàmic la seva activitat serà força més mortífera. Boko Haram es torna llavors un grup mediatitzat degut al segret de 276 estudiants nigerianes. El califat de Boko Haram no va ser reconegut per ningú llevat de Daeix. Oficialment Daeix en fa una província d'Estat Islàmic.

#### Trasllat de la guerra a l'Àsia
El 62% dels creients musulmans al món són a l'Àsia i malgrat aquesta xifra les Guerres contra el Terrorisme Islamista no van tenir la mateixa repercussió a l'Àffrica que l'Àsia. Mentre Europa és presa constant d'atemptats i l'Àfrica va ser el centre d'activitat de les organitzacions islamistes, l'Àsia va viure una guerra més aviat lleuga, que no vol dir exempta d'atemptats.
Indonèsia, les Filipines o Malàisia foren en aquest context els països més perjudicats. El gruix essencial de les conseqüències d'aquesta guerra per a aquests països és la situació de radicalització progressiva de la seva societat. Països abans d'això molt tolerants on l'islam sabia adaptar-se a tot tipus de cultura prèvia o a la immensa diversitat que nodreix moltes vegades el tarannà d'un malai o d'un indonesi, es tornen de cop i volta menys tolerants amb la diferència religiosa i més estrictes en quant a les pràctiques islàmiques.
És d'aquesta postura més radicalitzada que tant a les Filipines com a Indonèsia s'hi veieren seguit d'atemptats islamistes reivindicats per Daeix o al-Qaeda. I, com a la resta del món, aquesta intolerància va posar en perill l'existència de minories religioses. A Malàisia mateixa pobles indígenes eren forçats a convertir-se. La poca tolerància expressada va fer que conflictes antics aliens a l'islam es tornessin problemes identitaris on l'islam es barreja expressament a separatisme. És el cas de les Filipines on la marina i les forces de l'aire dels EUA treballaren amb soldats filipins de l'arxipèlag de Sulu i Zamboanga. Hi participaren prop de 1200 membres del Comandament d'Operacions Especials dels EUA. Missions que van consistir en assessorar les forces armades de les Filipines en la lluita contra el terrorisme. Gran part de la missió es va portar a terme a l'illa de Basilan.

A l'Àsia diverses organitzacions terroristes islamistes es varen expressar com ara Abu Sayyaf, especialitzada en ostatges i atemptats. El grup dirigia les seves accions especialment contra cristians, la qual cosa ja fa evident el poc espai a la tolerància que emergeix amb la radicalització de la societat. També trobem altres grups com ara Jemaah Islamiyah o Lashkar-e-Taiba. L'àmbit d'actuació de tots aquests grups anarva de Tailàndia a Indonèsia tot passant per les Filipines, Brunei, Singapur, Malàisia i Cambotja. 

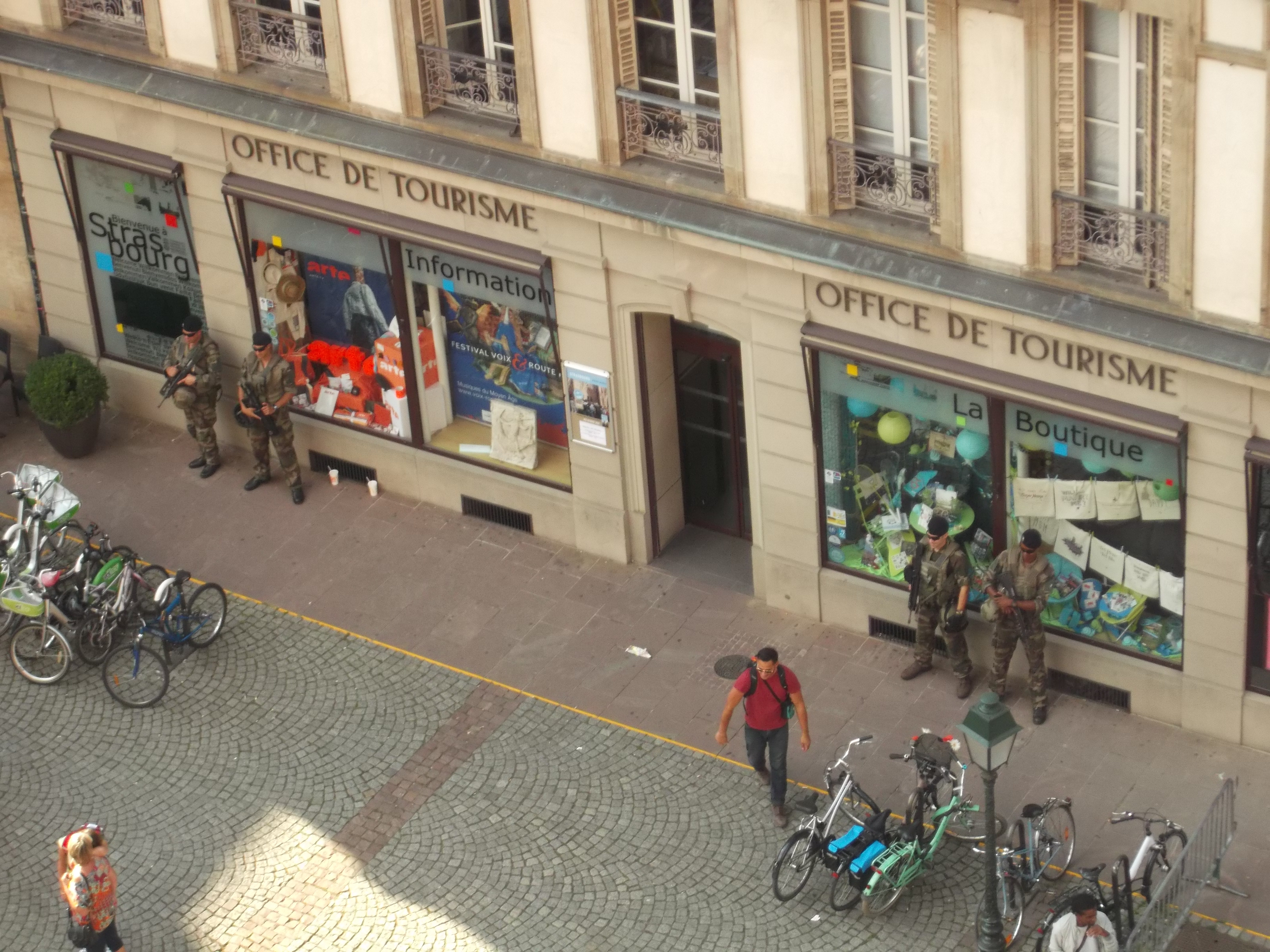
Soldats francesos fent tasques de vigilància contra-terrorista al voltant de la catedral d'Estrasburg (França), l'estiu de 2016.

#### Propaganda de Daeix
L'organització terrorista compta amb una arma força ben explotada: Internet. A través de la xarxa divulga vídeos d'assassinats, declaracions de guerra o destrucció de monuments. En els vídeos s'hi pot veure com es degolla, es crema vius o es tortura a periodistes i altres ciutadans europeus. Els vídeos són en alta qualitat, sota guions ben elaborats amb traducció a l'anglès, el francès o el rus. El conjunt ha aconseguit marcar l'opinió pública d'Occident. I és que és gràcies als seus vídeos propagandístics que Estat Islàmic ha aconseguit allistar occidentals a la seva causa.

#### Segrests i allistaments sota Daeix
Les xarxes socials s'han tornat un mètode molt eficaç per reclutar occidentals a les línies de defensa de l'ISIS. En efecte, un altre dels mètodes que utilitza Estat Islàmic per arribar als seus fins és allistar occidentals musulmans. La crida es fa mitjançant xarxes socials i vídeos propagandístics. A més, i també, Estat Islàmic segrestar occidentals com a ostatges.

#### Finançament de Daeix
L'ISIS es comporta com un verdader estat. El seu finançament l'aconsegueix en part a imposts que imposa a empreses i particulars que troba sota la seva tutela. S'estima que 3 milions de dòlars són guanyats per dia amb el contraban de petroli, tràfic de persones, robatori i extorsions. En aquest sentit, 500 milions de dòlars provenen del robatori a bancs d'Iraq. També guanya diners amb els segrests, prop de 20 milions de dòlars. Per tot plegat, l'Estat Islàmic es troba a nivell de qualsevol estat del món.

## Conseqüències de la guerra contra el terror

### Les xifres de la guerra
Desplaçats:
- Països concernits: Iemen, Irac, Síria, Líbia, Líban, Afganistan, Somàlia, Etiòpia, Quènia
- Xifres gobals: 38 milions
- Xifres per país: 5,59 milions (Afganistan), 3,7 milions al Paquistan, 4,6 al Iemen, 4,3 milions a Somàlia, 1,8 a les Filipines, 9,2 milions a l'Irac, 7,1 milions a Síria, 1,2 milions a Líbia

Diners desinats:
- 8 bilions de dòlars

Morts:
- Xifres globals, 900.000 morts
- Civils morts, 375.506 persones

### Produccions culturals
Pel·lícules:
- El maurità (dispo. català), 12 Strong, United 92, World Trade Center, etc.

Llibres:
- United States of Banana, Falling Man, Bleeding Edge, Extremly Loud & Incredibly Close, Windows on the World, etc